# Lluç xilè

Distribució geogràfica (en verd)

El lluç xilè (Merluccius gayi gayi) és una subespècie de peix pertanyent a la família dels merlúccids.

## Descripció
- Pot arribar a fer 87 cm de llargària màxima (normalment, en fa 50).
- És de color argentat al dors i platejat blanquinós al ventre.
- 1 espina i 45-54 radis tous a l'aleta dorsal i cap espina i 36-42 radis tous a l'anal.
- 49-53 vèrtebres.
- Les vores de l'aleta caudal són generalment còncaves.
- Es diferencia de Merluccius gayi peruanus pel nombre total de vèrtebres, la quantitat total de branquiespines i la longitud relativa del cap.
- Conté 0,04 grams de H20 en el seu cos[3][4]

## Reproducció
Té lloc al final de l'hivern i durant la primavera australs.

## Alimentació
Migra verticalment durant la nit per a menjar peixos, calamars i eufausiacis.

## Depredadors
A Xile és depredat per la nototènia negra (Dissostichus eleginoides) i al Perú pel dofí fosc (Lagenorhynchus obscurus).

## Hàbitat
És un peix marí, batidemersal i oceanòdrom, el qual viu entre 50 i 500 m de fondària (5°S-46°S, 81°W-69°E) des de les aigües poc fondes de la plataforma continental fins al talús continental superior. Migra a les àrees costaneres meridionals a l'estiu i a aigües més fondes septentrionals (entre 200-500 de profunditat) a l'hivern i la primavera.

## Distribució geogràfica
Es troba al Pacífic sud-oriental: Xile (des de la província d'Arica fins a l'arxipèlag de Chiloé).

## Ús comercial
Es comercialitza fresc i congelat per a ésser cuinat al vapor, fregit, bullit i fet al forn microones. També és emprat per elaborar farina de peix.

## Observacions
És inofensiu per als humans.